# Richard Gere
Richard Tiffany Gere (/ˈɡɪər/ geer; sinh 31/8/1949) là một diễn viên Mỹ. Ông bắt đầu diễn xuất trong thập niên 1970, với vai phụ trong Looking for Mr. Goodbar và vai chính trong Days of Heaven. Ông trở nên nổi tiếng năm 1980 với vai diễn trong phim American Gigolo, giúp ông thiết lập danh hiệu là biểu tượng sex và vị trí diễn viên chính. Ông đã diễn trong nhiều phim khác, gồm có An Officer and a Gentleman, Pretty Woman, Primal Fear, Runaway Bride, Arbitrage và Chicago, nhờ đó ông nhận được giải quả cầu vàng cho diễn viên nam hay nhất và giải Screen Actors Guild cho diễn xuất hay nhất.

## Danh mục phim
| Năm  | Tên phim                   | Vai diễn                     | Ghi chú |
| ---- | -------------------------- | ---------------------------- | --- |
| 1975 | Report to the Commissioner | Billy                        | |
| 1976 | Baby Blue Marine           | Raider                       | |
| 1977 | Looking cho Mr. Goodbar    | Tony Lo Porto                | |
| 1978 | Bloodbrothers              | Thomas Stony De Coco         | |
| 1978 | Days of Heaven             | Bill                         | David di Donatello Award cho Best Choeign Actor |
| 1979 | Yanks                      | Matt Dyson                   | |
| 1980 | American Gigolo            | Julian Kaye                  | |
| 1982 | An Officer and a Gentleman | Zack Mayo                    | Đề cử - Golden Globe Award cho Nam diễn viên chính xuất sắc nhất - Motion Picture Drama |
| 1983 | The Honorary Consul        | Dr. Eduardo Plarr            | |
| 1983 | Breathless                 | Jesse Lujack                 | |
| 1984 | The Cotton Club            | Dixie Dwyer                  | |
| 1985 | King David                 | David                        | |
| 1986 | No Mercy                   | Eddie Jillette               | |
| 1986 | Power                      | Pete St. John                | |
| 1988 | Miles from Home            | Frank Roberts, Jr.           | |
| 1990 | Internal Affairs           | Dennis Peck                  | |
| 1990 | Pretty Woman               | Edward Lewis                 | Đề cử - Golden Globe Award cho Nam diễn viên chính xuất sắc nhất - Motion Picture Musical or Comedy |
| 1991 | Rhapsody in August         | Clark                        | |
| 1992 | Final Analysis             | Dr. Isaac Barr               | |
| 1993 | Mr. Jones                  | Mr. Jones                    | |
| 1993 | Sommersby                  | John Robert 'Jack' Sommersby | |
| 1993 | And the Band Played On     | The Choreographer            | Đề cử - CableACE Award cho Supporting Actor in a Movie or Miniseries Đề cử - Emmy Award cho Outstanding Supporting Actor - Miniseries or a Movie |
| 1994 | Intersection               | Vincent Eastman              | |
| 1995 | First Knight               | Lancelot                     | |
| 1996 | Primal Fear                | Martin Vail                  | |
| 1997 | The Jackal                 | Declan Joseph Mulqueen       | |
| 1997 | Red Corner                 | Jack Moore                   | National Board of Review Freedom of Expression Award |
| 1999 | Runaway Bride              | Ike Graham                   | |
| 2000 | Dr. T & the Women          | Dr. T                        | Đề cử - Satellite Award cho Nam diễn viên chính xuất sắc nhất - Motion Picture Musical or Comedy |
| 2000 | Autumn in New York         | Will Keane                   | |
| 2002 | Chicago                    | Billy Flynn                  | Broadcast Film Critics Association Award cho Best Cast Golden Globe Award cho Nam diễn viên chính xuất sắc nhất – Motion Picture Musical or Comedy Screen Actors Guild Award cho Outstanding Perchomance by a Cast in a Motion Picture Đề cử - Phoenix Film Critics Society Award cho Best Cast Đề cử - Screen Actors Guild Award cho Outstanding Perchomance by a Male Actor in a Leading Role |
| 2002 | Unfaithful                 | Edward Sumner                | |
| 2002 | The Mothman Prophecies     | John Klein                   | |
| 2004 | Shall We Dance?            | John Clark                   | |
| 2005 | Bee Season                 | Saul Naumann                 | |
| 2007 | The Hoax                   | Clifchod Irving              | Đề cử - Satellite Award cho Nam diễn viên chính xuất sắc nhất - Motion Picture Musical or Comedy |
| 2007 | The Hunting Party          | Simon                        | |
| 2007 | I'm Not There              | Bob Dylan as Billy The Kid   | Independent Spirit Robert Altman Award |
| 2007 | The Flock                  | Agent Erroll Babbage         | |
| 2008 | Nights in Rodanthe         | Dr. Paul Flanner             | |
| 2009 | Amelia                     | George Putnam                | |
| 2009 | Hachi: A Dog's Tale        | Parker Wilson                | |
| 2010 | Brooklyn's Finest          | Eddie Dugan                  | |
| 2011 | The Double                 | Paul Shepherdson             | |
| 2012 | Arbitrage                  | Robert Miller                | Đề cử - Golden Globe Award cho Nam diễn viên chính xuất sắc nhất - Motion Picture Drama |
| 2013 | Movie 43                   |                              | |